# Ochotona erythrotis
La pica roja china (Ochotona erythrotis) es una especie de mamífero de la familia Ochotonidae.

## Distribución geográfica
Se encuentra en la China,